# Zawalla (obwód kirowohradzki)
Zawalla (ukr. Завалля) – osiedle typu miejskiego na Ukrainie, w obwodzie kirowohradzkim, w rejonie hołowaniwskim, siedziba hromady. W 2001 liczyło 5201 mieszkańców, spośród których 4963 wskazało jako ojczysty język ukraiński, 219 rosyjski, 7 mołdawski, 1 bułgarski, 5 białoruski, 1 ormiański, 3 gagauski, a 2 inny.